# Aéré M'Bar
Aéré M'Bar è uno dei tre comuni del dipartimento di Bababé, situato nella regione di Brakna in Mauritania. Contava 13.722 abitanti nel censimento della popolazione del 2000.